# Benedetto Faustini
Benedetto Faustini (Terni, 28 giugno 1836 – Terni, 28 luglio 1895) è stato un architetto e scultore italiano.

## Biografia
Benedetto Faustini, architetto e scultore, nato a Terni nel 1836, di antica famiglia ternana che molto si spese per l'Unità d'Italia, era figlio di Francesco Faustini e della nobile perugina Barbara Guardabassi.
Benedetto Faustini fu noto architetto dell'epoca, laureatosi presso l'Università degli Studi di Firenze. Era fratello di Bernardino Faustini per un lungo periodo sindaco della città di Terni all'indomani del fatto unitario. A lui si deve la progettazione o la ristrutturazione di numerosi palazzi a Terni (Palazzo Comunale, Palazzo Montani-Leoni, Palazzo Faustini). L'apertura del nuovo asse viario cittadino (Corso Tacito) nella seconda metà dell'Ottocento fu opera di una commissione sotto la sua direzione. Inoltre, anche il Piano Regolatore del 1886, uno dei primi strumenti urbanistici redatti in Italia, fu  opera dello stesso Faustini insieme agli ingegneri Ottavio Coletti e Luigi Corradi, e ai geometri Domenico Dorazi e Ferruccio Brunotti. Questo piano prevedeva una sostanziale conservazione del tessuto urbano cittadino dopo l'apertura del nuovo corso, unitamente alla organizzazione delle nuove aree di espansione cittadine oltre le mura medioevali.
Massone, fu membro della loggia Giuseppe Petroni di Terni.
A Terni è intitolata una via a Benedetto Faustini.